# Lipid-vezani proteini
Lipid-vezani proteini, su kovalentno vezani za masne kiseline kao što su palmitat ili miristat, koje ih fiksiraju bilo na površini ćelijskih membrana. Primeri ovakvih proteina su G proteini i pojedine kinaze. Smatra se da masno kiselinski lanac uronjen u i integrisan sa lipidnim bislojem membrane duž sličnih masno-kiselinskih lanaca okružujućih lipidih molekula. Potencijalna mesta učvršćavanja su terminalne amino grupe proteina i bočni lanci cisteinskih ostataka.

## Prenilacija
Prenilacija je vezivanje lipidnih lanaca za proteine s ciljem omogućavanja njihove interakcije sa ćelijskom membranom. Neki od važnih prenilacionih lanaca su geranilgeraniol, farnezol i dolihol. Oni su produkti metaboličkog puta HMG-CoA reduktaze.